# Mistrzostwa Polski w Boksie 2006
77. Mistrzostwa Polski w Boksie 2006 (mężczyzn) odbyły się w dniach 1-5 lutego 2006 w Poznaniu.

## Medaliści
| Kategoria:                       | Złoto:                             | Srebro:                              | Brąz:                                                                             |
| waga papierowa (do 48 kg)        | Łukasz Maszczyk (Gwardia Warszawa) | Janusz Jaśkiewicz (Zagłębie Konin)   | Mariusz Szczepański (PKB Poznań) Mariusz Sznyrowski (Hubal Chlewiska)             |
| waga musza (do 51 kg)            | Rafał Kaczor (Victoria Jaworzno)   | Adrian Frąckiewicz (PKB Poznań)      | Patryk Cichocki (RMKS Rybnik) Andrzej Rżany (Gwardia Wrocław)                     |
| waga kogucia (do 54 kg)          | Krzysztof Rogowski (PKB Poznań)    | Zbigniew Kołacz (Victoria Jaworzno)  | Paweł Juszczyk (Hetman Białystok) Paweł Peczyński (AKS Strzegom)                  |
| waga piórkowa (do 57 kg)         | Andrzej Liczik (Hetman Białystok)  | Michał Chudecki (PKB Poznań)         | Krzysztof Cieślak (Team Boxing Mińsk Mazowiecki) Mariusz Jaszowski (AKS Strzegom) |
| waga lekka (do 60 kg)            | Krzysztof Szot (PKB Poznań)        | Marcin Łęgowski (Hetman Białystok)   | Tomasz Mazur (Gwardia Wrocław) Paweł Michalik (Legia Warszawa)                    |
| waga lekkopółśrednia (do 64 kg)  | Mariusz Koperski (PKB Poznań)      | Sylwester Walczak (PKB Poznań)       | Maciej Chałupka (AKS Strzegom) Piotr Sielawa (Hetman Białystok)                   |
| waga półśrednia (do 69 kg)       | Piotr Olejniczak (PKB Poznań)      | Krzysztof Chudecki (PKB Poznań)      | Damian Jonak (Walka Zabrze) Sławomir Malinowski (Wisła Tczew)                     |
| waga średnia (do 75 kg)          | Artur Zwarycz (Gwardia Wrocław)    | Mirosław Nowosada (Hetman Białystok) | Andrzej Sołdra (SKB Nowy Sącz) Robert Świerzbiński (Hetman Białystok)             |
| waga półciężka (do 81 kg)        | Paweł Głażewski (Hetman Białystok) | Mateusz Masternak (Gwardia Wrocław)  | Sebastian Rzadkiewicz (PKB Poznań) Mariusz Welc (Walka Zabrze)                    |
| waga ciężka (do 91 kg)           | Łukasz Janik (AKS Strzegom)        | Mateusz Malujda (Gwardia Wrocław)    | Tomasz Hutkowski (Gwardia Warszawa) Krzysztof Zimnoch (Hetman Białystok)          |
| waga superciężka (powyżej 91 kg) | Marcin Pryczek (PKB Poznań)        | Łukasz Zygmunt (Polonia Świdnica)    | Michał Kwietniewski (Gwardia Wrocław) Michał Towarnicki (Sztorm Szczecin)         |